# Legendrena steineri
Espèce
Legendrena steineri est une espèce d'araignées aranéomorphes de la famille des Gallieniellidae.

## Distribution
Cette espèce est endémique de Madagascar.

## Description
Le mâle holotype mesure 4,99 mm et la femelle 4,65 mm.

## Étymologie
Cette espèce est nommée en l'honneur de Warren E. Steiner.

## Publication originale
- Platnick, 1990 : A new species of Legendrena (Araneae: Gallieniellidae) from Madagascar. Journal of The New York Entomological Society, vol. 98, p. 499-501 (texte intégral).